# 小行星1811
小行星1811（1811 Bruwer）是一颗主带小行星，由科内利斯·約翰內斯·萬·豪敦、湯姆·赫雷爾斯和英格麗·萬·豪敦-格勒內費爾德在1960年9月24日于帕洛马山天文台发现。
該小行星以南非天文学家雅各布斯·阿爾伯圖斯·布鲁艾（Jacobus Albertus Bruwer）命名。